# 赤羽スポーツの森公園
赤羽スポーツの森公園（あかばねスポーツのもりこうえん）は、東京都北区赤羽西にある区立公園である。赤羽スポーツの森公園競技場を中心 (後述) に、芝生広場、児童遊具などが設置されている。

## 歴史
元々当地は陸上自衛隊十条駐屯地赤羽分屯地であったが、1995年に茨城県土浦市に移転後、跡地を公園として整備したものである。跡地の北側は赤羽自然観察公園として1999年4月1日に開園した。ついで南側も公園として整備され、2010年4月1日にサッカーが行える競技場を中心に備えた「赤羽スポーツの森公園」として開園した。

## 主な施設
- 赤羽スポーツの森公園競技場
- 芝生広場
- 児童遊具

災害時は多くの人ができるように災害用トイレ(駐車場部分を転用)や防災井戸・かまどスツールが置けるようになっている。
なお、当公園と北側にある赤羽自然観察公園の間には都市計画道路が通る予定である。
南側にはナショナルトレーニングセンター陸上トレーニングセンターが隣接している。

## 赤羽スポーツの森公園競技場
赤羽スポーツの森公園競技場（あかばねスポーツのもりこうえんきょうぎじょう）は、東京都北区が所有し、管理・運営を行っているサッカー専用スタジアムである。

### 概要
ピッチは人工芝で、赤羽スポーツの森公園内に立地している。なお、当地は国立スポーツ科学センターに隣接しており、J1も開催される西が丘サッカー場の近くにあるが、当競技場では、これまでJ1が開催されたことはない。サッカー専用ではあるが、少年サッカーでは2面の使用が可能で、その他、ゲートボールやグラウンドゴルフ、フットサルなどにも使用できる。

### 設備
スタンドはメインスタンドのみで、中央部が座席となっていて、その両側が芝生席となっている。また、得点板は全面電光掲示となっている。
- 収容人数　1,000人（座席数500・メインスタンド中央部のみ固定座席、他は芝生席）
- 照明設備　4基
- 電光掲示板

### その他
かつて西が丘サッカー場の隣には、サブグラウンドとして国立スポーツ科学センター運動場が存在していたが、2006年に国立スポーツ科学センター内の整備により閉鎖・解体された。その代替施設として開場したのが当スタジアムである。当然、全く同じ敷地に建設されたわけではなく、また、前述の運動場が国営であったのに対して、当競技場は区営である。さらに、観客席の規模も大きくなり、フィールドはクレーから人工芝に、さらに電光掲示のスコアボードが設置されるなど、より充実した設備を有している。

## 交通
- 都営地下鉄三田線本蓮沼駅より徒歩15分
- JR赤羽駅より徒歩20分またはバスで赤羽自然観察公園下車徒歩1分